# Копка Петро Миколайович
Петро Миколайович Копка (18 серпня 1955) — український спецпризначенець. Генерал-майор. Т.в.о. Начальника Головного управління розвідки Служби безпеки України (липень-листопад 2003).

## Життєпис
Народився 18 серпня 1955 року у селі В'язівок, Городищенського району, Черкаської області. У 1977 році зарахований слухачем Вищої Червонопрапорної школи КДБ СРСР ім. Ф. Е. Дзержинського (м. Москва).
У 1972 поступив до Київського політехнічного інституту. Провчився два курси.
У 1974—1976 рр. — проходив строкову військову службу.
У 1982—1984 рр. — працював оперуповноваженим у різних підрозділах Управління КДБ по Черкаській області.
У 1984—1987 рр. — співробітник Другого управління КДБ УРСР (Київ). Подальша служба пов'язана із зовнішньою розвідкою.
У 1987—1989 рр. — навчався у Червонопрапорному інституті КДБ СРСР ім. Ю. В. Андропова.
У 1989—1991 рр. — старший оперуповноважений одного з відділів Першого Головного управління КДБ СРСР.
У 1991—1993 рр. — проходить службу в Управлінні розвідувальних операцій Головного управління розвідки Служби безпеки України на посадах старшого офіцера, помічника начальника напрямку, начальника напрямку.
З 1993 року до січня 2003 року, керує інформаційно-аналітичним підрозділом зовнішньої розвідки: спочатку працює начальником інформаційно-аналітичної служби, а після організаційно-штатних змін очолює Управління інформації ГУР СБ України.
У 1997 році отримує звання полковника, а у 1999 році йому присвоєно військове звання генерал-майора.
У січні 2003 року призначений першим заступником начальника ГУР СБ України
У липні - листопаді 2003 року - Т.в.о. Начальника Головного управління розвідки Служби безпеки України.
У грудні 2003 року звільнився в запас СБ України за власним бажанням.

## Нагороди та відзнаки
- медаль «За бездоганну службу» III ступеня (1985),
- «За бездоганну службу» II ступеня (2002),
- відомчи нагороди «Почесний знак ГУР СБ України» (2002),